# Eva Andrea Braun-Holzinger
Eva Andrea Braun-Holzinger geborene Braun (geboren vor 1972) ist eine deutsche Archäologin.

## Leben
Nach der Promotion 1972 zum Dr. phil. in Frankfurt am Main und der Habilitation in Heidelberg 1987 lehrte sie ab 1996 als Professorin für Vorderasiatische Archäologie an der Johannes Gutenberg-Universität Mainz.

## Schriften (Auswahl)
- Frühdynastische Beterstatuetten (= Abhandlungen der Deutschen Orient-Gesellschaft. Nr. 19). Mann, Berlin 1977, ISBN 3-7861-1124-3 (Zugleich: Frankfurt am Main, Universität, Dissertation, 1972).
- Figürliche Bronzen aus Mesopotamien (= Prähistorische Bronzefunde. Abteilung 1: Menschen- und Tierfiguren. Bd. 4). Beck, München 1983, ISBN 3-406-09067-2.
- Mesopotamische Weihgaben der frühdynastischen bis altbabylonischen Zeit (= Heidelberger Studien zum alten Orient. Bd. 3). Heidelberger Orientverlag, Heidelberg 1991, ISBN 3-927552-02-X (Zugleich: Heidelberg, Universität, Habilitations-Schrift, 1987).
- Das Herrscherbild in Mesopotamien und Elam. Spätes 4. bis frühes 2. Jt. v. Chr. (= Alter Orient und Altes Testament. Bd. 342). Ugarit-Verlag, Münster 2007, ISBN 978-3-934628-98-4.